# She Said She Said
She Said She Said (englisch für: Sie sagte, sie sagte) ist ein Lied der britischen Band The Beatles. Veröffentlicht wurde es auf dem siebten Studioalbum Revolver. Von John Lennon geschrieben, steht es unter dem zu Beatles-Zeiten üblichen Copyright Lennon/McCartney.

## Hintergrund
Die Beatles hatten im Sommer 1965, also vor den Aufnahmen des Albums Revolver erste Erfahrungen mit der Droge LSD gemacht. Während der US-Tournee der Beatles im Sommer 1965 mieteten sie ein Haus am Mulholland Drive in Los Angeles. Am 24. August waren sie Gastgeber für Roger McGuinn und David Crosby von The Byrds, und sie verbrachten, abgesehen von Paul McCartney, den Tag zusammen.
Der Schauspieler Peter Fonda kam ins Haus und hatte ebenfalls die Droge genommen. Er versuchte, George Harrison zu trösten, der dachte, er würde sterben.
Unter Einfluss dieser Droge soll Fonda in Anwesenheit John Lennons behauptet haben “I know what it’s like to be dead…” (‚Ich weiß, wie es ist, tot zu sein…‘), so Lennon bei einem Interview mit dem Musikmagazin Rolling Stone aus dem Jahr 1970. Diese Aussage inspirierte den Musiker zu dem Thema des Liedes.
Peter Fonda sagte dazu: „Ich sagte ihm [Harrison], dass es nichts zu befürchten gebe und dass er sich nur entspannen müsse. Ich sagte, dass ich wusste, wie es war, tot zu sein, denn als ich 10 Jahre alt war, hatte ich mir versehentlich in den Bauch geschossen und mein Herz hörte auf zu schlagen, während ich auf dem Operationstisch lag, weil ich so viel Blut verloren hatte. John ging zu der Zeit vorbei und hörte mich sagen: ‚Ich weiß, wie es ist, tot zu sein.‘ Er sah mich an und sagte: ‚Du gibst mir das Gefühl, nie geboren worden zu sein. Wer hat dir die ganze Scheiße in den Kopf gesetzt?‘“
John Lennon sagte 1980 zur Entstehung des Liedes: „Es ist ein interessanter Track. Die Gitarren sind großartig drauf. Das wurde nach einem Acid-Trip in LA während einer Pause in der Beatles-Tour geschrieben, wo wir Spaß mit The Byrds und vielen Mädchen hatten. Einige vom Playboy, glaube ich. Peter Fonda kam herein, als wir auf Acid waren, und er kam immer wieder auf mich zu, saß neben mir und flüsterte: ‚Ich weiß, wie es ist, tot zu sein.‘ und wir verließen ihn immer wieder, weil er so langweilig war! Und ich habe es für den Song verwendet, aber ich habe es in ‚sie‘ anstelle von ‚er‘ geändert. Es war beängstigend. Weißt du, ein Kerl […] wenn du hoch fliegst und flüsterst: ‚Ich weiß, wie es ist, tot zu sein, Mann.‘ Ich erinnerte mich an den Vorfall. Erzählen Sie mir nichts davon! Ich will nicht wissen, wie es ist, tot zu sein!“
George Harrison sagte, dass er Lennon bei der Fertigstellung der Komposition behilflich war.

## Aufnahme
She Said She Said wurde am 21. Juni 1966 in den Londoner Abbey Road Studios (Studio 3) mit dem Produzenten George Martin aufgenommen. Es ist das letzte Lied, das für das Album Revolver eingespielt wurde. Geoff Emerick war der Toningenieur der Aufnahmen. Die Band probte das Lied 25 Mal und nahm insgesamt drei Takes auf. Den dritten Take hielten sie für den besten und spielten dann noch weitere Overdubs ein. Die Aufnahmesession dauerte zwischen 19 und 3:45 Uhr. Nach einem Streit mit Paul McCartney spielte George Harrison zusätzlich zu seinem E-Gitarrenpart noch McCartneys Basspart ein, der das Studio vorzeitig verlassen hatte. Außerdem sang Harrison im Hintergrund.
McCartney sagte dazu: „John hat es [das Lied] ziemlich fertiggestellt, denke ich. Ich bin mir nicht sicher, aber ich glaube, es war eine der wenigen Beatles-Aufnahmen, auf denen ich nie gespielt habe. Ich glaube, wir hatten einen Streit oder so etwas und ich sagte: ‚Oh, fuck you!‘ und sie sagten: ‚Nun, wir werden es tun.‘ Ich glaube, George spielte Bass.“ 
In dem Begleitbuch der Super Deluxe-Edition von 2022 wird erwähnt, dass McCartney den Bass spielt und er die Aufnahmesession erst später bei der Ausarbeitung des Arrangements verlassen habe. Beim Take 15 (Backing Track Rehearsal) des Liedes, das sich auf der Super Deluxe-Edition befindet, ist am Anfang die Stimme von McCartney zu hören.
Die Monoabmischung und die Stereoabmischung erfolgten am 22. Juni 1966.
Besetzung (laut Super Deluxe-Edition):
- John Lennon: Rhythmusgitarre, Hammondorgel, Gesang, Hintergrundgesang
- Paul McCartney: Bass
- George Harrison: Leadgitarre, Hintergrundgesang
- Ringo Starr: Schlagzeug

## Veröffentlichungen
- Am 28. Juli 1966 erschien in Deutschland das elfte Beatles-Album Revolver, auf dem She Said She Said als siebter Titel enthalten ist. In Großbritannien wurde das Album erst am 5. August 1966 veröffentlicht, dort war es das siebte Beatles-Album.
- In den USA wurde She Said She Said auf dem dortigen 13. Album Revolver (US-Version) am 5. August 1966 veröffentlicht.
- Am 28. Oktober 2022 erschien die Jubiläumsausgabe des von Giles Martin und Sam Okell neuabgemischten Albums Revolver (Super Deluxe Box), auf dieser befinden sich, neben der Monoversion, die bisher unveröffentlichten Versionen (John’s Demo) und (Take 15 / Backing Track Rehearsal).

## Coverversionen
Es existieren mehr als 45 nachgewiesene Coverversionen des Liedes.